# Servizio Meteorologico dell’Aeronautica Militare
Der Servizio Meteorologico dell’Aeronautica Militare (MeteoAM) ist eine Organisationseinheit der italienischen Luftwaffe. Als bislang nationaler meteorologische Dienst Italiens wird MeteoAM derzeit von dem zivilen Wetterdienst ItaliaMeteo und dessen Netzwerk vorwiegend regionaler Wetterdienste abgelöst; diesem Netzwerk gehört MeteoAM an und bildet dessen bedeutendsten Bestandteil. Damit dienen die Wettervorhersagen und sonstigen Dienstleistungen von MeteoAM weiterhin sowohl den Streitkräften als auch der Allgemeinheit.

## Organisation
Im Gegensatz zu fast allen anderen Staaten führte die historische Entwicklung in Italien zu einem nationalen Wetterdienst im Bereich der Streitkräfte. Einerseits wurden dadurch Redundanzen zwischen staatlichen zivilen und militärischen Wetterdiensten vermieden. Andererseits bedingen militärische Prioritäten gewisse Nachteile im Vergleich zu rein zivilen Organisationen, unter anderem im Bereich der internationalen Kooperation. Um diesen Missstand zu beenden, wurde Ende 2017 der zivile Wetterdienst ItaliaMeteo gegründet, eine relativ kleine Behörde, die seit 2022 an der Spitze eines nationalen Netzwerks älterer regionaler und spezialisierter ziviler Wetterdienste steht. MeteoAM gehört diesem Netzwerk, dass bereits vorhandene Ressourcen unter der Regie von ItaliaMeteo bündelt, an und ist dessen größter Dienstleister.
Der Wetterdienst der italienischen Luftwaffe untersteht einer Dienststelle beim Luftflottenkommando Comando della Squadra Aerea in Rom (Reparto per la Meteorologia - ReMET). Sie kümmert sich vorwiegend um Planungs- und Grundsatzangelegenheiten, um die internationale Kooperation und um die Zusammenarbeit mit anderen öffentlichen Organisationen. Lange Zeit vertrat sie Italien bei der World Meteorological Organization.
Der Hauptsitz des Wetterdienstes befindet sich auf dem Militärflugplatz Pratica di Mare bei Rom (Centro Operativo per la Meteorologia - COMet). Hier findet die zentrale Datenaufbearbeitung statt und die Verteilung von Analysen und Vorhersagen an Streitkräfte, Zivilluftfahrt, Seeschifffahrt, Zivilschutz und andere Behörden und Nutzer, sowie an die Massenmedien.

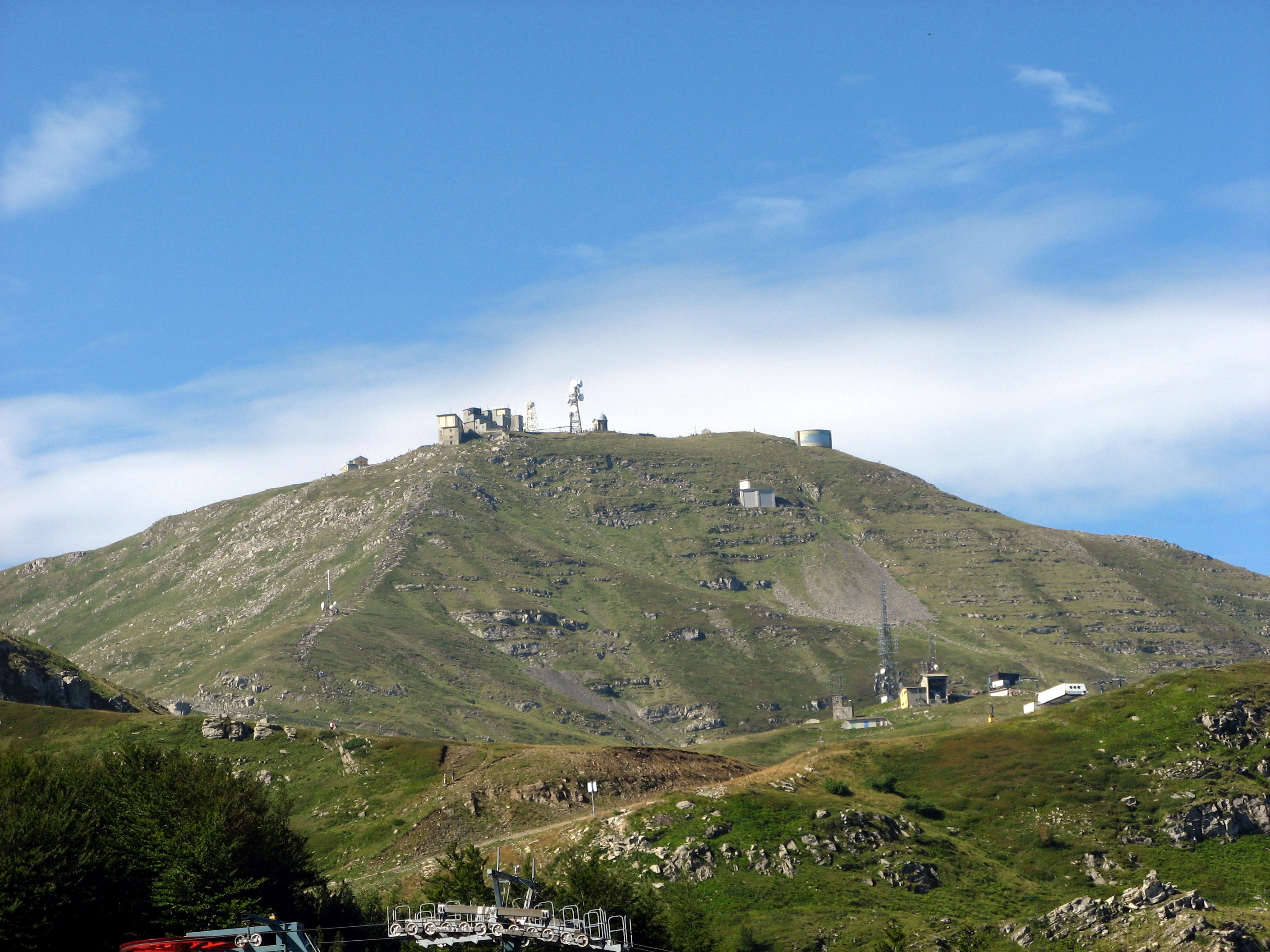
Einrichtungen des italienischen Wetterdienstes auf dem Monte Cimone

Der Zentrale in Pratica di Mare unterstehen drei Außenstellen
- in Poggio Renatico bei Ferrara beim Einsatzzentrum Comando delle Operazioni Aerospaziali (neben militärischen Aufgaben allgemeiner Flugwetterdienst und Unterstützung ziviler Stellen),
- in Vigna di Valle bei Rom (Qualitätssicherung, Zertifizierungen, Versuchs- und Forschungsaufgaben, Wartung von Wetterstationen),
- auf dem Monte Cimone bei Modena (Beobachtung der Atmosphäre, insbesondere der Kohlenstoffdioxidkonzentration)

sowie 84 bemannte Wetterwarten und 110 automatische Stationen (Data Collection Platforms), die ihre Daten an den Wettersatelliten Meteosat übermitteln. An 26 Militärflugplätzen gibt es Flugwetterdienste, andernorts übernimmt diese Aufgabe die zivile Flugsicherungsgesellschaft ENAV.

## Geschichte
Die Geschichte des Wetterdienstes ist eng verbunden mit dem Päpstlichen Observatorium auf dem Palazzo del Collegio Romano in Rom. Dort werden seit 1782 Wetterdaten aufgezeichnet. 1855 organisierte der Jesuitenpater, Astronom und Leiter des Observatoriums, Angelo Secchi, im damaligen Kirchenstaat einen täglichen telegraphischen Austausch von Wetterdaten zwischen Rom, Ancona und Ferrara. Nach der Einigung Italiens ging aus Secchis Wetterwarte am 26. November 1876 der nationale Wetterdienst Italiens hervor. Die im Palazzo del Collegio Romano ansässige zivile Organisation trug damals den Namen Regio Ufficio Centrale di Meteorologia oder „Königliches Zentralbüro für Meteorologie“.
Secchis Schüler und Freund, der Barnabitenpater Francesco Denza, hatte ab 1859 im norditalienischen Moncalieri einen Wetterdienst aufgebaut, aus dem ab 1865 die meteorologische Gesellschaft Società Meteorologica Italiana entstand. Ab den 1880er Jahren übernahm das staatliche Zentralbüro landesweit schrittweise mehrere hundert Wetterwarten und Stationen der Società Meteorologica Italiana, die somit wesentlich zum Aufbau des staatlichen Wetterdienstes beitrug.
Bereits am 9. April 1865 hatte man im Marineministerium ein Meteorologiebüro eingerichtet, dessen etwa 20 Küstenwetterwarten ab dem 1. April 1866 ihre Wetterdaten telegraphisch übermittelten. Zusammen mit den von französischen und britischen Stellen erhaltenen Informationen schickte das Büro die Daten an die Seefahrtsbehörden in den größten italienischen Häfen. 1880 übernahm das Hydrographische Institut in Genua die Aufgaben des Wetterdienstes für die Seeschifffahrt und in den folgenden Jahren auch einen großen Teil der Wetterwarten und Stationen der Società Meteorologica Italiana. Die Entwicklung der Luftfahrt führte in Italien am 27. Februar 1913 zur Gründung des speziellen Wetterdienstes Regio Servizio Aerologico Italiano.
Aus diesen Stellen entstand mit zwei Dekreten vom 30. Dezember 1923 und vom 2. Juli 1925 die zivile interministerielle Organisation Servizio Meteorologico Nazionale. 1931 kam sie zum Luftfahrtministerium und erhielt schrittweise militärisches Personal. Diese Zentralisierung verhinderte die Entstehung eines nationalen zivilen Wetterdienstes, dessen Aufgaben der Wetterdienst der italienischen Luftwaffe jahrzehntelang mitübernahm.
In der zweiten Hälfte des 20. Jahrhunderts traten bei Wettervorhersagen im Fernsehen der öffentlich-rechtlichen RAI regelmäßig Offiziere des Wetterdienstes der italienischen Luftwaffe auf. Die damals vor allem über das Radio verbreitete Wettervorhersage für die Schifffahrt (Bollettino del Mare) war eine der bekanntesten Dienstleistungen des Wetterdienstes.
Mit dem am 27. Dezember 2017 verabschiedeten Haushaltsgesetz für 2018 beschloss das italienische Parlament die Einrichtung der zivilen Behörde Agenzia nazionale per la meteorologia e la climatologia, kurz ItaliaMeteo, mit Sitz in Bologna. Sie nahm Ende 2022 den Betrieb auf.